# غلروق المغث
غَلْروق المغث (الاسم العلمي Agelastica alni)، حشرة من الغلروق طولها نحو 6 مم. ثوبها إلى الزرقة البنفسجية. وحيدة الجيل الحولي. يرقاتها صغيرة القد تعيش مجتمعة على أوراق الغث فتلتهمها الواحدة بعد الأخرى إلى أن يتم انسلاخها فتترك الأوراق وتستقر في التربة حيث تخلد وتبيت.

## معرض صور

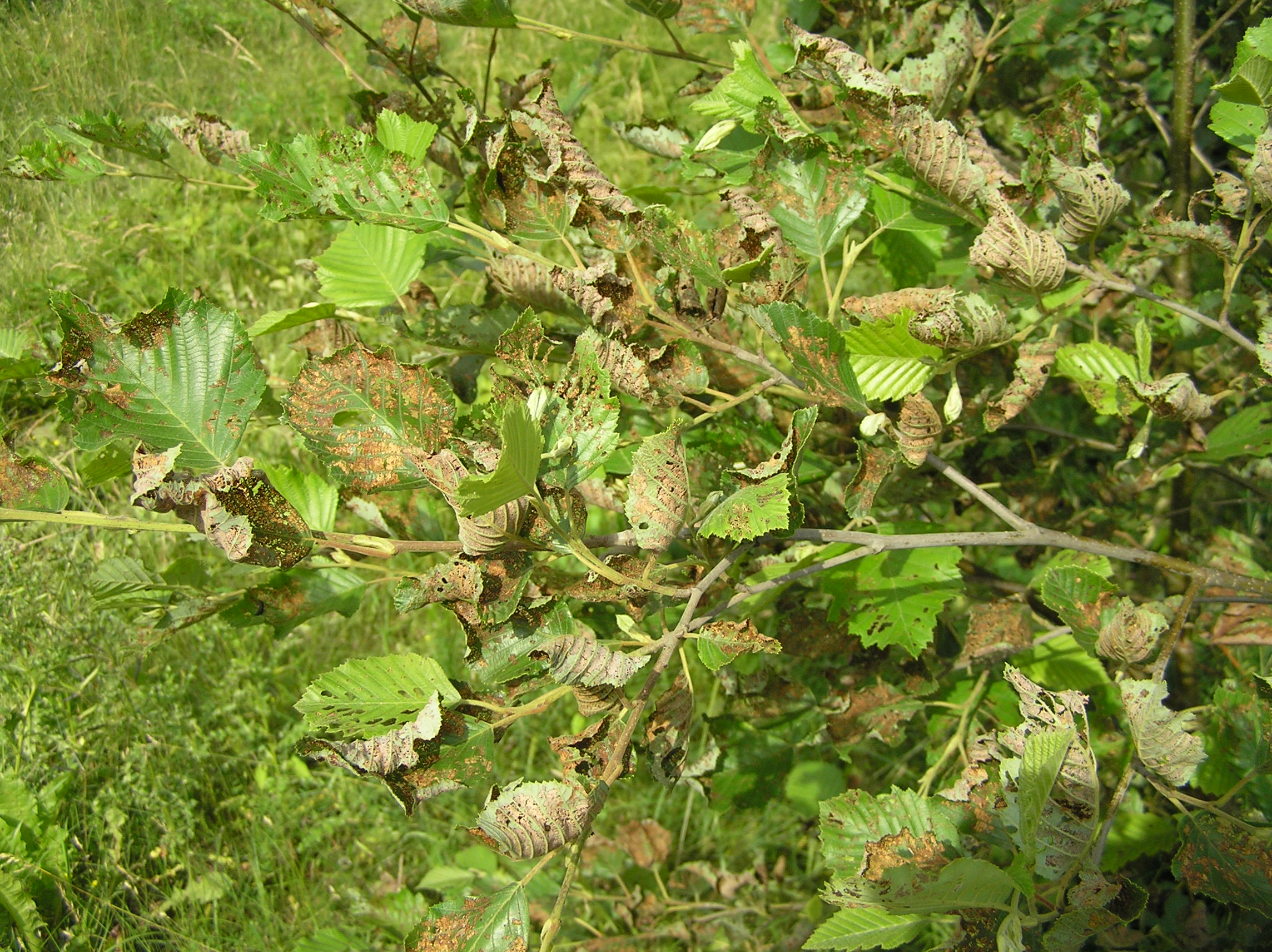
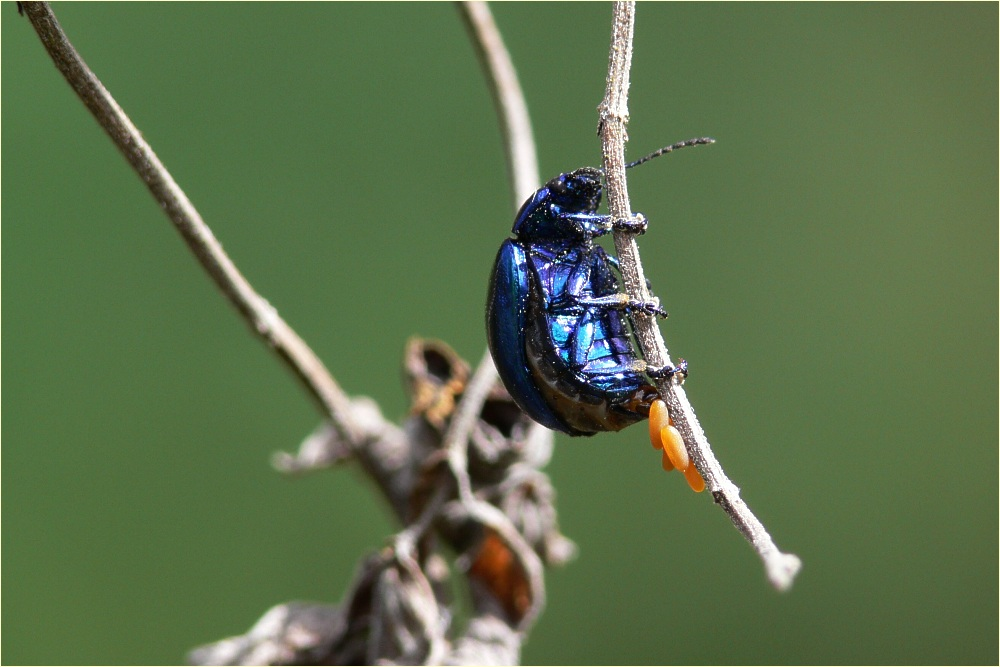